# Aftenkjole
En aftenkjole er en lang festkjole til kvinder. Længden varierer fra over anklen til gulvlang. Kjolerne bliver typisk fremstillet af tekstiler som chiffon, fløjl, satin, organza - alt sammen gerne i silke. Selv om termen bruges i flæng med gallakjoler, adskiller de sig ved, at aftenkjoler altid har et fuldt skørt og et tætsiddende bul. En gallakjole kan have alle silhuetter og forskellige typer kjoleliv.